# 羅開睦
羅開睦（1933年—1997年），祖籍廣東梅縣，香港商人、電影製作人及投資者。飲品企業維他奶創辦人羅桂祥的其中一名兒子，與八叔羅騰祥創辦餐飲集團大家樂。

## 生平
羅開睦是父親羅桂祥與元配童養媳鍾氏所生。羅桂祥在創業早期，招攬多位親兄弟及不少來自梅縣的親戚在其香港荳品有限公司（維他奶國際前身）工作，而羅開睦是其第一個加入該公司工作的兒子。
1968或1969年，羅開睦與八叔羅騰祥離開香港荳品有限公司，創立大家樂。
1973年與胡樹儒、黃霑:240合組寶鼎電影事業有限公司，涉足電影業。寶鼎先後出品了由黃霑編劇、執導的《天堂》及《大家樂》，其中《天堂》故事的最初構思更是來自羅開睦自己，兩部電影均為低成本製作，而成功打入該年香港十大賣座電影。後來又與胡樹儒以羅胡聯製有限公司投資了胡金銓名作 《空山靈雨》（1979年上映）。1979年與胡樹儒、梁淑怡、張艾嘉合組比高電影有限公司，先後出品了許鞍華、陳韻文的電影處女作《瘋劫》，以及梁普智執導的《有你冇你》。此後羅開睦淡出電影界。羅開睦曾表示其製作電影不重視獲利。

## 家庭
兒子羅德承是醫學物理博士，2016年4月起出任大家樂首席執行官。羅德承曾表示經常巡視店舖是秉承父親作風。

## 電影作品
| 上映年份 | 作品名稱 | 職務         |
| -------- | -------- | ------------ |
| 1974     | 天堂     | 製片:240     |
| 1975     | 大家樂   | 監製:55-56   |
| 1979     | 空山靈雨 | 監製:270-271 |
| 1979     | 瘋劫     | 監製:289-290 |
| 1980     | 有你冇你 | 出品人       |

## 另見
- 羅桂祥家族

## 外部連結
- 羅開睦在香港影庫上的簡介